# (17734) Boole
(17734) Boole est un astéroïde de la ceinture principale.

## Description
(17734) Boole est un astéroïde de la ceinture principale. Il fut découvert par Paul G. Comba le 22 janvier 1998 à Prescott. Il présente une orbite caractérisée par un demi-grand axe de 2,409 UA, une excentricité de 0,1 et une inclinaison de 2,103° par rapport à l'écliptique.
Il fut nommé en hommage au mathématicien britannique autodidacte George Boole (1815-1864).

## Compléments